# 1515
- Wikisource

| Calendário gregoriano                                                        | 1515 MDXV                                            |
| Ab urbe condita                                                              | 2268                                                 |
| Calendário arménio                                                           | 964 – 965                                            |
| Calendário bahá'í                                                            | -329 – -328                                          |
| Calendário budista                                                           | 2059                                                 |
| Calendário chinês                                                            | 4211 – 4212 Início a 15 de janeiro (aproximadamente) |
| Calendário copta                                                             | 1231 – 1232                                          |
| Calendário etíope                                                            | 1507 – 1508                                          |
| Calendários hindus - Vikram Samvat - Calendário nacional indiano - Cáli Iuga | 1570 – 1571 1436 – 1437 4615 – 4616                  |
| Calendário Holoceno                                                          | 11515                                                |
| Calendário islâmico                                                          | 921 – 922                                            |
| Calendário judaico                                                           | 5275 – 5276                                          |
| Calendário persa                                                             | 893 – 894                                            |
| Calendário rúnico                                                            | 1765                                                 |
| Calendário solar tailandês                                                   | 2058                                                 |

1515 (MDXV, na numeração romana) foi um ano comum do século XVI do Calendário Juliano, da Era de Cristo, e a sua letra dominical foi G (52 semanas), teve início numa segunda-feira e terminou também numa segunda-feira.
| Ano completo                         |
| ------------------------------------ |
| Ano comum com início à segunda-feira |

## Eventos
- 1 de janeiro — Francisco, Duque da Bretanha, aos vinte anos de idade, assume o trono francês após a morte de seu sogro, Luís XII.
- 17 de janeiro - O rei dom Manuel, num documento único, outorga o foral à Vila de Alcochete e renova o do Montijo (datado de 15 de setembro do ano anterior), localidade conhecida então como Aldeia Gallega ou Aldeia Gallega do Ribatejo ou Aldegalega.
- 27 de Fevereiro - Autorização do rei D. Manuel I para construir o coro da Sé do Funchal sobre a sua porta principal.
- 18 de Junho - Elevação do lugar de Água de Pau, ilha de São Miguel, à categoria de vila, Açores.
- 26 de Junho - Elevação do lugar de Santa Cruz à categoria de município com foros de vila, ficando separado de Machico.
- 7 de julho - As Cortes de Castela declaram formalmente a anexação do Reino de Navarra à Coroa de Castela.
- 6 de Agosto - Concessão de novo foral à cidade do Funchal.
- 8 de Agosto - Anexação dos lugares de Feteiras, Mosteiros, Capelas e Fenais da Luz à então ainda vila de Ponta Delgada, Açores.
- 14 de setembro - Em Frombork, Nicolau Copérnico regista a chegada do Sol ao equinócio do Outono, meia hora depois do nascer do Sol, observação que serviu para encontrar uma medida mais exacta do comprimento do ano solar e mostrar a diferença para o valor suposto no Calendário juliano.[1]
- 30 de novembro - José Vizinho, matemático, astrónomo, astrólogo e médico da corte de dom João II e de dom Manuel, também referido como Mestre Diogo de Lisboa, conclui e assina um parecer sobre a reforma[2] do calendário juliano, a pedido do papa Leão X, uma das questões abordadas durante o V Concílio de Latrão[3] onde propõe novas tabelas de cálculo da Páscoa para intervalos de 170 anos.
- Desanexação do lugar da Bretanha do concelho de Vila Franca do Campo e sua passagem para o de Ponta Delgada, Açores.
- Ordem da Câmara Municipal do Funchal para se recolherem os leprosos no Hospital de São Lázaro.
- Celebração do foral de Machico, arquipélago da Madeira.
- Forais de Vilarinho do Bairro, Aveiro, Esgueira (restauração do foral).
- Portugueses chegam à ilha de Timor.[4]
- Primeiros registos conhecidos das Festas do São João de Braga, em Portugal.

## Nascimentos
- 28 de Março - Santa Teresa de Jesus, religiosa e escritora espanhola, famosa pela reforma que realizou no Carmelo e por suas obras místicas (m. 4 de outubro de 1582).
- 04 de Abril - Ambrosius Lobwasser, humanista, jurista, poeta, tradutor e reitor da Universidade de Königsberg (m. 1585).
- 22 de Setembro - Ana de Cleves, quarta rainha consorte de Henrique VIII de Inglaterra (m. 1557).

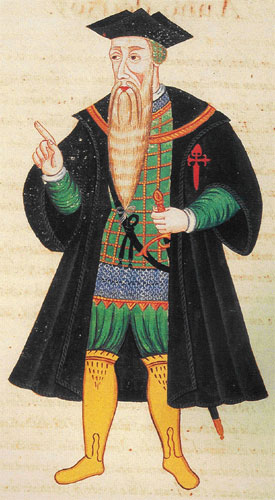
Afonso de Albuquerque (1453-1515), 2º vice-rei da Índia (1509-1515). Retrato de Pedro Barretto de Resende no Livro de Estado da India Oriental, 1646 (Manuscrito 197 da colecção de Hans Sloane, Museu Britânico.

## Mortes
- 16 de Dezembro - Afonso de Albuquerque, no mar ao largo de Goa. Jaz em local desconhecido, na Índia (n. 1453).

## Epacta e idade da Lua
| Epacta juliana | 4 (IV)  |
| Idade da Lua   | Letra P |

## Epacta e idade da Lua corrigida
| Epacta gregoriana | 15 (XV) |
| Idade da Lua      | Letra q |

## Por tema
- 1515 no Brasil